# Пнево (гміна Бледзев)
Пнево (пол. Pniewo, нім. Osterwalde) — село в Польщі, у гміні Бледзев Мендзижецького повіту Любуського воєводства.
Населення — 27 осіб (2011).
У 1975-1998 роках село належало до Гожовського воєводства.

## Демографія
Демографічна структура станом на 31 березня 2011 року:
|          | Загалом | Допрацездатний вік | Працездатний вік | Постпрацездатний вік |
| -------- | ------- | ------------------ | ---------------- | -------------------- |
| Чоловіки | 15      | 3                  | 11               | 1                    |
| Жінки    | 12      | 4                  | 8                | 0                    |
| Разом    | 27      | 7                  | 19               | 1                    |